# Resident Evil 2: Ultimul război
Resident Evil 2: Ultimul război  (engleză Resident Evil: Apocalypse) este un film horror science fiction de acțiune din 2004. A fost al doilea film adaptat din seria Resident Evil. Folosindu-se de elemente din jocurile video Resident Evil 2, Resident Evil 3: Nemesis și Resident Evil Code: Veronica, filmul o urmărește pe Alice care încearcă să supraviețuiască alături de alți supraviețuitori și să evadeze din Racoon City înainte să fie prea târziu. Filmul a fost un succes la box office, având încasări de 129.394.835 $ în toată lumea.

## Prezentare
Alice se trezește dintr-un somn teribil pentru a afla că cele mai rele temeri ale sale s-au adeverit - nemorții însetați de sânge, cei cu care ea și echipa militară de elită acum anihilată s-au luptat pentru a-i distruge, au ajuns în orașul care înconjoară facilitatea secretă a corporației Umbrella. Curând descoperă ca însăși ea a fost un experient Umbrella, Alice fiind îmbunătățită bio-genetic cu forțe, simțuri și dexterități noi - puteri de care va avea mare nevoie. În centrul localității Raccoon City, un mic grup de oameni neinfectați, printre care Jill Valentine, un fost membru recent concediat al corporației Umbrella din forțele speciale de elită și de salvare, precum și liderul echipei S.T.A.R.S Oliveira Carlos, luptă pentru viețile lor împotriva hoardelor de zombi mortali și rapidele lickers. Ghinioniști și fără resurse, grupul este salvat în cele din urmă de Alice și împreuna încep o luptă antrenantă pentru supraviețuire și pentru a a scăpa înainte ca Umbrella să șteargă experimentele sale de pe fața pământului.

## Actori
- Milla Jovovich - Alice
- Sienna Guillory - Jill Valentine
- Razaaq Adoti - Peyton Wells
- Sandrine Holt - Terri Morales
- Mike Epps - Lloyd Jefferson "L.J." Wade
- Oded Fehr - Carlos Olivera
- Zack Ward - Nicholai Ginovaef
- Stefen Hayes - Yuri Loginova
- Thomas Kretschmann - Timotei Cain
- Jared Harris - Charles Ashford
- Sophie Vavasseur - Angie Ashford
- Matei G. Taylor - Nemesis
- Eric Mabius - Matthew "Matt" Addison
- Iain Glen - Sam Isaacs
- Dave Nichols, - Ryan Henderson
- Geoffrey Pounsett - Angus Mackenzie
- Megan Fahlenbock - Marla Maples
- Shaun Austin-Olsen - Preot
- Geny Walters - Preoteasă
- Tom Gerhardt - Zombie tata
- Amber Marshall - Fiica
- Veneția Grant - Stripper Undead # 1
- Ana Danilina - Stripper Undead # 2
- Bobby Prochaska - Prezentator de știri # 2
- Jo Chim - Prezentator # 1
- Jazz Mann - Reporter # 2
- Larissa Gomes - Reporter # 3
- Sandi Stahl Foc - Reporter # 1